# Kurdiska
Kurdiska (Kurdî, کوردی; från medelpersiskans 𐭪𐭥𐭫𐭲 kwrt- "nomadisk") är den moderna benämningen på ett kontinuum av flera olika nordvästiranska språk inom den indoeuropeiska språkfamiljen och talas framförallt i Kurdistan som täcker delar av Iran, Irak, Syrien, Armenien och Turkiet. Kurdiska formar tre språkgrupper: kurmanji (nord), sorani (central) och pehlewani (syd). En sidospråkgrupp mer olika övriga språkgrupper är zaza-gorani, som också talas också av flera miljoner kurder. Senaste (från och med 2009) studier uppskattar att mellan 20 och 30 miljoner talar kurdiska som modersmål.
Kurdiska tillhör språkgruppen iranska språk som talas av ca 200 miljoner människor runt om i världen (varav drygt hälften är persisktalande). De iranska språken delas vidare in i en västlig och östlig grupp, där den västliga gruppen indelas ytterligare i en nordvästlig och en sydvästlig. Kurdiskan brukar anses tillhöra den nordvästra grenen av det nyiranska språkträdet och kan bland de övriga iranska språken närmast jämföras med persiska och baluchiska. Enligt iranisten Ludwig Paul tillhör kurdiska de nordvästra iranska språken beträffande sitt ursprung men det har samtidigt många likheter med sydvästra iranska språk, främst persiska som det stått under stark påverkan av.
Mycket lite är känt om de kurdiska språkens ursprung men man tror att de växte fram under högmedeltiden och framåt (1000-1600-talen). Kurdiska är belagt som skriftspråk först på 1600-talet då det uppstod en litterär produktion. Litteraturen var i stort sett begränsad till poesi fram till 1900-talet, då en prosalitteratur började utvecklas. 
Idag finns det två huvudsakliga skriftliga kurdiska språkgrupper, nämligen kurmanji i de norra delarna av den språkliga regionen Kurdistan och sorani längre österut och söderut. Sorani-standardversionen av centralkurdiska är, tillsammans med arabiska, ett av de två officiella språken i Irak och i politiska dokument kallas det för "kurdiska".
Genom att det finns en omfattande kurdisk diaspora, bland annat i Sverige och Libanon, så är också språket spritt över världen. I Sverige finns bland annat världens första kurdiska bibliotek som är placerat i Stockholm.
Förutom de tre huvuddialekterna talas även mindre lokala underdialekter till nord-, central och sydkurdiska.

## Historia
De kurdiska språken har inte några kända föregångare bland de iranska fornspråken och medeliranska språken, och de äldsta bevarade kurdiska texterna kan spåras tillbaka till tidigast 1500-talet. För studiet av kurdiskans historiska bakgrund är man därför beroende av en komparativ jämförelse med äldre iranska språk, främst persiska.

## Språkgrupper
Kurdiskan kan delas in i tre språkgrupper. Att de är språkgrupper och inte dialekter beror på att de inte är ömsesidigt begripliga utan förvärvad tvåspråkighet. Därför menar vissa forskare att kurdiska inte är ett språk utan bör klassificeras som flera språk.
De tre språkgrupperna är:
- Nordkurdiska (kurmanji) är den största språkgruppen, som talas av uppskattningsvis 15 till 20 miljoner kurder i östra Turkiet.
- Centralkurdiska (sorani) talas av uppskattningsvis 6 till 7 miljoner kurder i stora delar av irakiska Kurdistan och i provinserna Kordestān och Öst-Āzarbāijān i nordvästra Iran.[23] Sorani är en skriftlig standard för centralakurdiska som utvecklades på 1920-talet (uppkallad efter det historiska Soranemiratet) och antogs senare som standardortografi för kurdiska som ett officiellt språk i Irak.[24]
- Sydkurdiska (pahlavāni) talas av cirka 3 miljoner kurder i delar av provinserna Kermān Shāh och Ilām i Iran och i Khanāqin distriktet i östra Irak.[25]

Kurder i Turkiet och Syrien skriver kurmanji med det latinska alfabetet, medan man i Bahdînan (nordvästliga delen av Irak) skriver kurmancî med arabiska bokstäver. Sorani (Iran och regionen Sulaymaniyya; nordöstra delen av Irak) skrivs med en modifierad form av det arabiska alfabetet. I den kurdiska delen av Armenien skriver man med kyrilliska bokstäver.
Mukriani är en dialekt av kurdiska och talas i städerna Pirān Shahr och Māh Ābād i Iran. Pirān Shahr och Māh Ābād är kända som Mukrian.
Även om kurmanji är den mest talade av de kurdiska språken, finns det mer tryckt material på sorani, eftersom användningen av kurdiska i Turkiet är starkt begränsad och kurderna i Iran är mer fria att ge ut egen litteratur. Sedan slutet av 1990-talet finns det en utveckling av kurmanjilitteraturen, särskilt i Turkiet.

## Grammatik
Kurdiskan har kluven ergativitet. I grammatiskt hänseende har kurdiskan ännu kvar en del äldre former, som gått förlorade i persiska, såsom till exempel ett kasussuffix a (e, z), som utmärker objektiv (ackusativ, dativ), ett gammalt participialperfekt med mera, varjämte verbet utbildat flera nya, annorlunda former, till vilka de övriga iranska språken inte erbjuder något motsvarande.

## Fonologi
Enligt Kurdish Academy of Language, har kurdiska följande fonem:

### Konsonanter
|               | Bilabial  | Labio- dental | Apikal    | Post- alveolar | Palatal | Velar         | Uvular | Faryn- gal | Glottal |
| ------------- | --------- | ------------- | --------- | -------------- | ------- | ------------- | ------ | ---------- | ------- |
| Nasaler       | [m]       |               | [n]       |                |         | [ŋ]           |        |            |         |
| Klusiler      | [p] 3 [b] |               | [t] 3 [d] |                |         | [k] 2,3 [ɡ] 2 | [q]    |            | [ʔ]     |
| Affrikator    |           |               |           | [t͡ʃ] 3 [d͡ʒ]    |         |               |        |            |         |
| Frikativor    |           | [f] [v]       | [s] [z]   | [ʃ] [ʒ]        |         | [x] [ɣ]       |        | [ħ] [ʕ]    | [h]     |
| Lateral       |           |               | [l] [ɫ] 1 |                |         |               |        |            |         |
| Flappar       |           |               | [ɾ]       |                |         |               |        |            |         |
| Tremulanter   |           |               | [r]       |                |         |               |        |            |         |
| Approximanter |           | [ʋ]           |           |                | [j]     |               |        |            |         |

- ^1  Precis som i många engelska dialekter, förekommer inte velariserad alveolar lateral approximant i början av en stavelse. Dessutom, i vissa dialekter, ändras den velariserade lateralen [ɫ] till en [ɾ] i kvinnors uttal.[28]
- ^2  [k] och [ɡ] är starkt palataliserade framför slutna främre orundade vokalen [i] och mellan-främre vokalen [e̞] ( lyssna) samt den rundade främre allofonen [ɥ] av fonemen [w], sluten på [t͡ʃ] och [d͡ʒ].[29]
- ^3  I nordkurdiska, görs en fonetisk distinktion mellan aspirerade och oaspirerade tonlösa klusiler. Sålunda är /p/ i kontrast med /pʰ/, /t/ med /tʰ/, /k/ med /kʰ/, och affrikatan /t͡ʃ/ med /t͡ʃʰ/. Detta kan vara ett arealt drag som delas med språk såsom armeniskan.[30]

### Vokaler
|              | Främre             | Halv- främre | Central        | Halv- bakre | Bakre              |
| ------------ | ------------------ | ------------ | -------------- | ----------- | ------------------ |
| Sluten       | [iː] ( lyssna)     |              | [ʉː] ( lyssna) |             | [u]/[uː] ( lyssna) |
| Halvsluten   |                    | [ɪ]          |                |             |                    |
| Mellansluten | [eː] ( lyssna)     |              |                |             | [o]                |
| Mellan       |                    |              |                |             |                    |
| Mellanöppen  | [ɛ]                |              |                |             |                    |
| Halvöppen    |                    |              |                |             |                    |
| Öppen        | [aː] ( lyssna)/[a] |              |                |             |                    |

De fyra korta vokalerna är [ɛ], [ɪ], [o] och [u]. De fem långa vokalerna är [aː] ( lyssna), [eː] ( lyssna), [iː] ( lyssna), [uː] ( lyssna) och [ʉː] ( lyssna). Variationer tillkommer, då man i sydkurdiska dialekter använder långa [ɑː] ( lyssna) istället för långa [aː] ( lyssna) och korta [a] istället för korta [ɛ].

## Alfabet
Det kurdiska alfabetet har skrivits med hjälp av fyra olika skriftsystem. I Irak och Iran skrivs det med hjälp av den perso-arabiska skriften som sammansattes av Se'îd Kaban Sidqî. På senare tid har det ibland skrivits med ett latinskt alfabet i Irak. I Turkiet, Syrien, och Armenien, skrivs språket numera med latinsk skrift. Tidigare skrevs kurdiskan i Turkiet och Syrien med en perso-arabisk skrift fram till år 1932. Det finns ett förslag till ett enhetligt internationellt erkänt kurdiskt alfabet baserat på ISO-8859-1 som kallas Yekgirtú. Kurdiskan i forna Sovjetunionen skrevs med ett kyrilliskt alfabet. I Armeniska SSR och det Osmanska riket skrevs den i ett armeniskt alfabet (en översättning av evangelierna år 1857 och hela nya testamentet 1872).

## Ordförråd
I det kurdiska ordförrådet återfinns ett stort antal ord som saknar kognater (besläktade ord) med övriga iranska språk, men kan återfinnas i andra indoeuropeiska språkgrenar. Några kognater med svenska är dol (dal), merûle (myra), derga (dörr), erd (jord), estêra (stjärna), brâdêr (bror), to (du), şeş (sex), nwe (ny) och mirdin (dö), jämför "mörda".

### Vokabulärkonkordans
| Persiska  | Zazaki  | Engelska | Kurmanci/Sorani | Svenska | Turkiska     | Latin                 |
| --------- | ------- | -------- | --------------- | ------- | ------------ | --------------------- |
| deh       | dewe    | village  | gund/dê         | by      | köy          | pagus                 |
| man       | ez      | I        | ez/min          | jag     | ben          | ego                   |
| lab       | lêw     | lip      | lêw             | läpp    | dudak        | labrum                |
| zabân     | ziwan   | language | ziman           | språk   | dil          | lingua                |
| nâm       | name    | name     | nav/nau/nam     | namn    | ad           | nomen                 |
| şir       | şêr     | lion     | şêr             | lejon   | aslan        | leo                   |
| xodâ      | homa    | god      | xweda/xwa       | gud     | tanri:tengri | deus                  |
| asb/astar | estor   | horse    | hesp/esp        | häst    | at           | equus                 |
| asemân    | asmên   | heaven   | asman           | himmel  | gök          | caelum/coelum, aether |
| bâleş     | balişna | pillow   | balgeh/balîf    | kudde   | yastık       | pulvinus              |